# 張庭堅
張庭堅（？—355年），又作張廷坚，五胡十六国前凉国王张祚的儿子。
《晋书》称和平元年（354年）正月，张祚废黜侄子张曜灵，叛晋称帝。張庭堅为建康王。《资治通鉴》称和平元年（354年）正月，张祚建元称王。张祚立張太和为太子、張庭堅为建康侯。和平二年（355年）闰九月，宋混、宋澄兄弟与张灌等里应外合进入姑臧，宋混等攻入宫门，张祚逃到万秋阁，厨师徐黑将其斩杀。張太和、張庭堅兄弟也被乱军所杀。《十六国春秋·前凉录》记载张天锡即位后，备礼改葬张祚于愍陵，追谥威王，封張庭堅为金泽侯。

## 延伸阅读
[在维基数据编辑]